# كركاميش
كركاميش هي بلدة تقع في محافطة عنتاب جنوب شرق تركيا بالقرب من موقع كركميش الأثري.